# Пети конгрес КПЈ
Пети конгрес Комунистичке партије Југославије (мкд. Петтиот конгрес на Комунистичката партија на Југославија; словен. Peti kongres Komunistične partije Jugoslavije) одржан је 21. до 28. јула 1948. у Дому гарде у Топчидеру, у Београду. Конгресу је присуствовало 2.344 делегата од укупно 468.175 чланова Комунистичке партије Југославије.

## Рад Конгреса
Овај Конгрес био је први конгрес југословенских комуниста одржан после Другог светског рата и преузимања власти, али и први већи скуп југословенсих комуниста после Пете земаљска конференције, одржане октобра 1940. године. Иако је од претходног, Четвртог конгреса одржаног новембра 1928, прошло 20, а од Пете земаљске конференције 8 година, главни разлог сазивања Конгреса била је Резолуција Информбироа, донета 28. јуна 1948. у Букурешту.
Главна тема конгреса била је Резолуција Информбироа и подршка југословенског руководства у отпору Информбироу. Најшири публицитет Конгресу је дат директним радио преносом и опширним извештајима штампе. Реферате на Конгресу су поднели Јосип Броз, Александар Ранковић, Милован Ђилас, Едвард Кардељ, Борис Кидрич, Моша Пијаде и Благоје Нешковић.
Конгрес је дао политичку подршку ЦК КПЈ у „одбрани независности“ Југославије. Одлука је донесена једногласно и тиме је „потврђено“ јединство Партије. На Конгресу је усвојена и Резолуција о односу КПЈ према Информбироу, у којој је констатовано да су одлуке Информбироа нетачне и неправедне, али је наглашено да ЦК КПЈ треба да учини све да се сукоб превазиђе.
На крају Конгреса је изабран је нови Централни комитет, од 63 члана, и нови Политбиро, од 9 чланова. За генералног секретара КПЈ поново је изабран Јосип Броз Тито.

## Чланови ЦК КПЈ
- Чланови Централног комитета Комунистичке партије Југославије изабрани на Петом конгресу КПЈ:

Вера Ацева, Спасенија Цана Бабовић, Владимир Бакарић, Антун Бибер, Јаков Блажевић, Душко Бркић, Јосип Броз Тито, Јован Веселинов, Вељко Влаховић, Тодор Вујасиновић, Светозар Вукмановић Темпо, Страхил Гигов, Иван Гошњак, Павле Грегорић, Угљеша Даниловић, Ратко Дугоњић, Милован Ђилас, Вељко Зековић, Владо Јанић, Блажо Јовановић, Иса Јовановић, Нико Јуринчић, Осман Карабеговић, Едвард Кардељ, Борис Кидрич, Никола Ковачевић, Лазар Колишевски, Иван Стево Крајачић, Борис Крајгер, Вицко Крстуловић, Воја Лековић, Франц Лескошек, Иван Мачек, Шефкет Маглајлић, Миха Маринко, Мома Марковић, Божидар Масларић, Цвијетин Мијатовић, Карло Мразовић, Андрија Мугоша, Благоје Нешковић, Ђоко Пајковић, Слободан Пенезић Крцун, Душан Петровић Шане, Моша Пијаде, Крсто Попивода, Милентије Поповић, Владо Поповић, Ђуро Пуцар Стари, Добривоје Радосављевић, Александар Ранковић, Иван Регент, Драгутин Саили, Ђуро Салај, Видоје Смилевски, Петар Стамболић, Драги Стаменковић, Борко Темелковски, Вида Томшич, Родољуб Чолаковић, Цветко Узуновски, Јанез Хрибар Тоне и Авдо Хумо.
- Чланови Политбироа ЦК КПЈ изабрани на првој седници Централног комитета КПЈ:

Јосип Броз Тито, Иван Гошњак, Милован Ђилас, Едвард Кардељ, Борис Кидрич, Франц Лескошек, Благоје Нешковић, Александар Ранковић и Моша Пијаде.